# ホンダ・ゴールドウイング F6B
ゴールドウイング F6B（英: Gold Wing F6B）は、本田技研工業が製造販売した自動二輪車である。

## 概説
本田技研工業は、2012年11月に開催されたミラノショー（伊: Esposizione Internazionale Ciclo Motociclo e Accessori・EICMA）において、Gold Wing F6B（SC68）を世界初展示した。F6Bとは「flat six, second version.」の意だとしている。Gold Wing（SC68）とは、車枠や原動機など基本的な設計は同じで、トップ・ケースを持たずウインドシールドを低くしたのが大きな相違点である。定速走行装置、アンチロック・ブレーキング・システム（ABS）、後進機能及び後輪懸架装置の電子制御も省き、これらにより62 lbの軽量化を果たした。

### 2013年型
- 米国 - 2013年2月にGold Wing F6B（GL1800B）とGold Wing F6B Deluxe（GL1800BD）の2種を発売した[11]。Gold Wing F6B Deluxe（GL1800BD）は、センタースタンド、パッセンジャー・バックレスト、セルフキャンセリング・ターン・シグナルズ及びヒートグリップを装着している[12]。車体塗色は、Black及びRedで、メーカー希望小売価格は、Gold Wing F6B（GL1800B）が税別19,999USD、Gold Wing F6B Deluxe（GL1800BD）が税別20,999USD[11][12]。
- 欧州 - 2012年11月4日、前後輪連動制動機能付きABSを装備したGold Wing F6B（GL1800BA）を欧州で販売すると発表した[13]。2013年7月からは、当初は予定していなかった英国でのGold Wing F6B（GL1800BA）の販売を、台数限定で開始した[14]。
- 日本 - 2013年（平成25年）1月に開催された東京オートサロン2013 with NAPACにて、市販予定車としてGold Wing F6B（SC68）を「GOLDWING F6B」として展示した[15]。同年2月26日には、前後輪連動制動機能付きABSを装備したGold Wing F6B（GL1800BA）を「ゴールドウイング F6B」とし、その受注を同月28日から開始すると発表した[16]。車体塗色はグラファイトブラック及びマグナレッドの2色[16]。メーカー希望小売価格は税込1,995,000円で、販売計画台数は300台とされた[16]。

### 2014年型
- 米国 - 2013年11月5日に2014年1月から発売すると発表した[17]。車体塗色はBlack及び新色のPearl Yellow[17]。メーカー希望小売価格は、Gold Wing F6B（GL1800B）が税別19,999USD、Gold Wing F6B Deluxe（GL1800BD）が税別20,999USD[18]。
- 日本 - 2013年（平成25年）11月12日に、同年12月13日から受注を開始すると発表した[19]。車体塗色はグラファイトブラックにパールシャイニングイエローを加えた2色となった[19]。メーカー希望小売価格は税込2,047,500円とした[19]。

### 2015年型
排気装置を改良するとともに、Gold Wing発売40周年記念標章を貼付し、後進機能や定速走行機能を搭載した車種を追加した。
- 米国 - 2014年9月4日に、定速走行機能を追加した2015年型を同年11月から発売すると発表した[20][22]。車体塗色はMatte Silver及びBlue Metallic、メーカー希望小売価格はGold Wing F6B（GL1800B）が税別20,499USD、Gold Wing F6B Deluxe（GL1800BD）が税別21,499USDだった[20][23]。
- 欧州 - 2014年9月4日に後退機能並びに定速走行機能を追加した2015年型を発表した[21][24]。車体塗色はMatt Bullet Silver Metallic[21]。発売は2015年1月[24][25]。
- 日本 - 2014年（平成26年）11月13日に、同年12月5日から受注を開始すると発表した[26]。最高出力値を80kWから87kW、最大トルク値も161N•mから167N•mと欧州仕様車と同値に高めるとともに、後退機能と定速走行機能を追加した[26]。車体塗色はマットビュレットシルバー及びアトモスフィアブルーメタリックとなった[26]。メーカー希望小売価格は税込2,214,000円で、販売計画台数は150台[26]だった。

### 2016年型
- 米国 - 2015年9月1日に同年12月から発売すると発表した[27]。車体塗色は、Gold Wing F6B（GL1800B）がMatte Silver、Gold Wing F6B Deluxe（GL1800BD）が、Matte Silver及びMatte Pearl White[27]。メーカー希望小売価格は、Gold Wing F6B（GL1800B）が税別20,499USD、Gold Wing F6B Deluxe（GL1800BD）が税別21,499USD[27]。

### リコール
- 米国 - アメリカンホンダモーターカンパニー・インコーポレーテッドが、国家幹線道路交通安全局に届け出た自動車リコールは次のとおり。
  - 2015年10月23日届出[28]。対象となるのは2013年型から2015年型のゴールドウイング F6B。不具合が発生した装置は圧力制御伝達部[28]。前後輪のブレーキが連動して作動する機能（デュアルコンバインドブレーキシステム）が付いた制動装置において、制動時に前輪から後輪へ制動力を伝えるセカンドマスタシリンダの構造が不適切なため、ブレーキホースから溶け出した亜鉛化合物とブレーキ液中の成分が反応して生成された化合物によって、ブレーキの液圧を解除するための油路が閉塞することがある[28]。そのため、後輪ブレーキが引きずり、そのまま走行を続けると、後輪ブレーキが過熱して、最悪の場合、火災に至るおそれがある[28]。対策として、セカンドマスタシリンダを対策品に交換する[28]。また、ブレーキ配管を清掃し、リヤマスタシリンダを新品に交換する[28]。
- 日本 - 本田技研工業が、国土交通大臣に届け出た自動車リコールは次のとおり。
  - 2014年（平成26年）11月20日届出[29]。対象となるのは2014年型のゴールドウイング F6Bで、不具合が発生した装置は積算距離計[29]。マルチインフォメーションディスプレイ表示を制御するマイコンの内部回路が不適切なため、イグニッションスイッチをオンにした際に、マルチインフォメーションディスプレイが表示されないことがある。そのため、そのままの状態で走行すると走行距離値が積算されないおそれがある。[29]。対策として、マルチインフォメーションディスプレイを対策品と交換する。また、取扱説明書のマルチインフォメーションディスプレイ操作表示画面に関する記載内容に改訂シールを貼付する。[29]。対象台数は3台[29]。
  - 2015年（平成27年）10月15日届出[30]。対象となるのは2013年型から2015年型のゴールドウイング F6Bで、不具合が発生した装置は圧力制御伝達部[30]。前後輪のブレーキが連動して作動する機能（デュアルコンバインドブレーキシステム）が付いた制動装置において、制動時に前輪から後輪へ制動力を伝えるセカンドマスタシリンダの構造が不適切なため、ブレーキホースから溶け出した亜鉛化合物とブレーキ液中の成分が反応して生成された化合物によって、ブレーキの液圧を解除するための油路が閉塞することがある[30]。そのため、後輪ブレーキが引きずり、そのまま走行を続けると、後輪ブレーキが過熱して、最悪の場合、火災に至るおそれがある[30]。対策として、セカンドマスタシリンダを対策品に交換する[30]。また、ブレーキ配管を清掃し、リヤマスタシリンダを新品に交換する[30]。対象台数は570台[30]。

## 余聞
Gold Wing（SC68）が2017年に全面改良される見込みとなった際に、流出した写真にトップ・ケースが付いていない車種が写り込んでいたため、これをGold Wing F6B（SC68）の後継車とする報道もあった。しかし、同年に発表されたGold Wing（SC79）では、トップ・ケースの有無でGold Wing modelsとTour modelsに分けられることとなり、F6Bの名は途絶えることとなった。よって後継車は、Gold Wing modelsのGold Wing（GL1800B）及びGold Wing DCT（GL1800BD）となる。